# Грембаловское кладбище
Гремба́ловское кладбище (пол. Cmentarz Grębałowski) — муниципальное воинское кладбище, расположенное в краковском районе Дзельница XVII Взгужа-Кшеславицке по адресу ул. Дарвина, 1.
Первые захоронения стали производиться с октября 1964 года. Два квартала некрополя предназначены для членов организации Союз бойцов за свободу и демократию. На одном из этих кварталов в 1986 году установлен памятник, сделанный из небольших фрагментов разрушенного в 1940 году Грюнвальдского памятника.
В настоящее время площадь некрополя составляет 25,36 гектаров. Численность захоронений — около 28 тысяч.
Возле некрополя располагается памятник культуры Малопольского воеводства Главный бронированный форт 49 ¼ Грембалув. 

## Известные личности, похороненные на кладбище
- Влосик, Богдан (1962—1982) — электрик металлургического комбината, застреленный во время демонстрации.